# Vivienne Faull

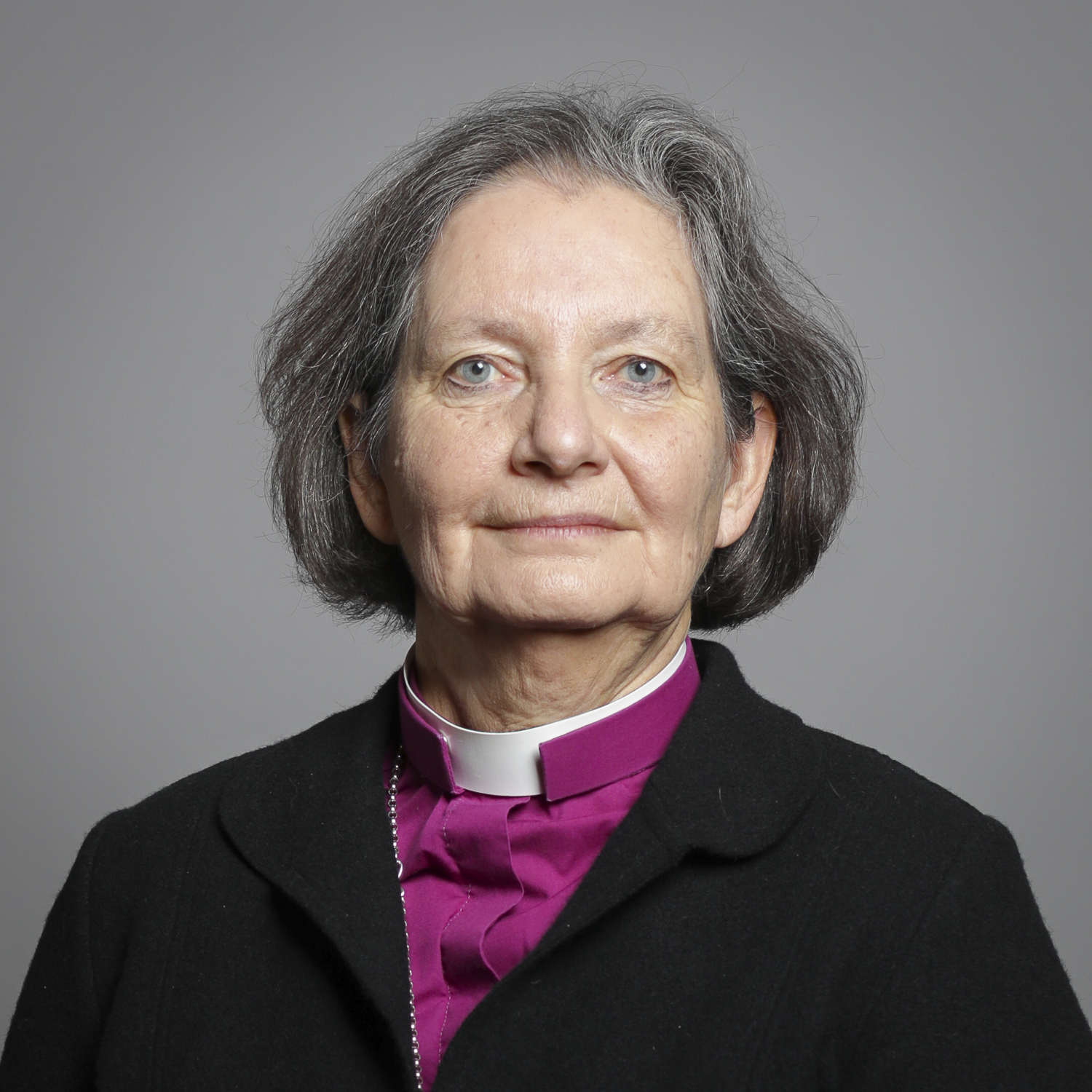
Vivienne Faull, Lord Bishop of Bristol (2019)

Vivienne Faull (* 20. Mai 1955) ist eine Bischöfin der Church of England und Mitglied des britischen Oberhauses.

## Biografie
Faull wuchs in einem Dorf auf der Halbinsel Wirral auf. Sie besuchte die Queens School (Chester) und das St Hilda’s College der Universität Oxford, wo sie einen Abschluss in Geschichtswissenschaft erwarb. Anschließend arbeitete sie von 1977 bis 1979 für die Church Mission Society in Nordindien und war 1979 in der kirchlichen Jugendarbeit (Shrewsbury House, Everton) tätig. Ihre theologische Ausbildung setzte sie am Saint John’s College (Nottingham) und der University of Nottingham fort.
Von 1982 bis 1985 war Vivienne Faull in der Diözese Liverpool als Diakonin tätig (Saint Matthew and Saint James, Mossley Hill). Nach ihrem Umzug war sie Kaplan, später Fellow des Clare College in Cambridge. In der Diözese Ely erhielt sie 1987 die Diakonenweihe.
1990 heiratete sie. Im gleichen Jahr wurde sie Kaplanin der Kathedrale von Gloucester und empfing dort 1994 die Priesterweihe. Wie sie 2019 rückblickend schrieb, herrschte in der Leitung der Diözese Gloucester ein Klima von „Tribalismus und Klerikalismus“. Kritik an dem 2015 wegen mehrfachen sexuellen Missbrauchs strafrechtlich verurteilten Bischof von Gloucester Peter Ball sei wegen dieser Strukturen nicht möglich gewesen.
Anschließend war sie an der Kathedrale von Coventry als Canon Pastor, später als Vice Provost tätig.
Vivienne Faull wurde 2000 zur Dekanin von Leicester ernannt. Damit war sie in der Church of England die erste Frau, die als Dekanin einer Kathedrale amtierte. Zu ihrem Arbeitsgebiet gehörte die Pfarrgemeinde St. Martin in Leicester, eine Großstadtgemeinde mit besonderer sozialer Problematik. Faull war nun als Repräsentantin einer der Kathedralkirchen Mitglied der Generalsynode; 2009 war sie Vorsitzende der Association of English Cathedrals. Zehn Jahre lang gehörte sie der anglikanischen Delegation für das ökumenische Gespräch mit der römisch-katholischen Kirche an.
2012 wurde Vivienne Faull zur Dekanin von York ernannt. Nachdem der erste Versuch, Frauen in der Church of England den Zugang zum Bischofsamt zu ermöglichen, im November 2012 gescheitert war, kooptierte der Erzbischof von Canterbury 2013 sechs Frauen ins House of Bishops, darunter Faull.
Am 3. Juli 2018 empfing Vivienne Faull in der St Paul’s Cathedral die Bischofsweihe und wurde im Oktober 2018 als neue Bischöfin von Bristol in ihr Amt eingeführt. Damit ist sie zugleich auch Mitglied des House of Lords.

## Veröffentlichungen (Auswahl)
- (mit Jane Sinclair): Count us in. Inclusive language in liturgy (= Grove Liturgical Study. Band 46). Grove, Bramcote 1986.
- Gloria Deo: worship in the new Europe. In: The Ecumenical Review 45/2 (1993), S. 173.